# San Julián (El Salvador)
San Julián o San Julián Cacaluta es un distrito del municipio de Sonsonate Este en el departamento de Sonsonate, El Salvador. De acuerdo al Censo de Población y Vivienda de 2024, tiene 19 591 habitantes.
Utilizada hace varios años como campo de batalla y en la actualidad es una bella colonia muy habitada.
| Censo | Población | Cambio | Porcentaje |
| ----- | --------- | ------ | ---------- |
| 2007  | 18 648    | N/D    | N/D        |
| 2024  | 19 591    | 943    | 5.1%       |

## Historia
El nombre autóctono de San Julián es Cacaluta, de origen nahua. Hacia 1550 se calculó su población en unos 300 habitantes. De acuerdo a la relación geográfica hecha en 1740 por el alcalde mayor de San Salvador, Manuel de Gálvez Corral, el pueblo de San Julián Cacaluza contaba con cuatro indios tributarios; sus actividades económicas eran la crianza de gallinas y además del cultivo de maíz y algodón, se cultivaba el bálsamo y cacao.
El año 1770 perteneció  al curato de Guaymoco (actual Armenia).

### Pos-independencia
En 1824 formó parte del distrito de Opico en el departamento de San Salvador; tres años después lo fue de la jurisdicción del distrito de Izalco. En 1835 pasó  al distrito de Quezaltepeque para retornar en 1836 al distrito de Izalco. De acuerdo a un informe municipal de 1859 la localidad producía algodón y café. 

### Villa
En el 24 de abril de 1912, el pueblo de San Julián fue elevado al título de «villa» por decreto de la Asamblea Nacional Legislativa; el decreto fue sancionado en el 26 de abril por el gobierno del presidente Manuel Enrique Araujo. En el 11 de abril de 1913, la Secretaría de Fomento acordó la creación de una Junta Especial de Fomento en la Villa de San Julián; esta fue presidida por el alcalde, el vicepresidente sería el Comandante Local, los vocales eran don Ricardo Paniagua y don Manuel Rivera Engelard, el secretario fue don Joaquín Valeriano Maza y el tesorero fue don Juan Antonio Trigueros. En 1966, obtuvo el título de «ciudad».

## Información general
El distrito de San Julián está limitado al Norte por Izalco y Armenia, al Este por Armenia y Tepecoyo, (Depto. de la Libertad), al Sur por Santa Isabel Ishuatán y Cuisnahuat, al oeste por Cuisnahuat y Caluco. Se divide en 9 cantones y 30 caseríos y se encuentra ubicado a 40 km de la capital; el área del municipio es de 81,64 km² y la cabecera tiene una altitud de 520 m s. n. m.
El topónimo náhuat Cacaluta significa «La ciudad de los cuervos» o «Lugar de guaras». Las fiestas patronales se celebran del 22 al 28 de enero en honor a San Julián Obispo o Julián de Cuenca.
Actualmente esta ciudad posee una de las actividades turísticas más populares, que es la Ruta del Bálsamo, pues posee grandes extensiones con cultivos de este medicinal árbol.

## Áreas naturales protegidas
El distrito cuenta con el Área Natural Protegida (ANP) El Balsamar, la cual es compartida con el municipio de Cuisnahuat, esta área cuenta con una extensión de 48,66 hectáreas (69,62 manzanas) ubicada en entre los cantones El Balsamar (Cuisnahuat) y Palo Verde (San Julián). Esta área se encuentra próxima a las Áreas Naturales Protegidas Complejo Los Farallones (San Julián-Caluco) y Plan de Amayo (Caluco), las cuales al igual que el ANP El Balsamar se encuentran inmersas en la zona norte del Área de Conservación Los Cóbanos.